# ARIS

Dům ARIS

Architektura integrovaných informačních systémů (ARIS) je metodika modelování podnikových procesů a s tím souvisejících dalších podnikových součástí jako je organizační nebo datová struktura. Byla vyvinuta profesorem August-Wilhelmem Scheerem na Institutu pro Informační Systémy na Sárské univerzitě.
Nedefinuje přesný postup modelování. Metodika je postavena na pěti základních pohledech na podnik, které jsou dále rozděleny do tří úrovní popisu. Takové rozdělení na pohledy a úrovně jejich popisu pomáhá redukovat složitost vznikajícího modelu a umožňuje popis jednotlivých pohledů speciálními metodami, bez nutnosti zohledňování vztahů s jinými pohledy. Po následném definování vztahů mezi pohledy je vytvořen centrální pohled na procesy bez redundancí.

## Popisné pohledy
ARIS k popisu modelovaného podnikového procesu využívá pět pohledů z důvodu redukce složitosti jinak komplexního modelu. Každý jednotlivý pohled znázorňuje určitou oblast modelování. Spojením těchto pohledů vzniká strukturovaný náhled všech informací pro podnikové procesy. Soustava ARIS definována jednotlivými pohledy nepopisuje pouze procesy, ale i jiné informace pro chod procesů jako jsou organizační struktury, datové struktury, zdroje, související výrobky a služby atd. Soustava popisných pohledů se v rámci metodiky ARIS nazývá Dům ARIS.
- Datový pohled: Tvořen stavy objektů a událostmi, které způsobují změnu stavu.
- Funkční pohled: Obsahuje popis funkcí, seznam částečných funkcí, tvořící jeden celek a platné vztahy mezi funkcemi.
- Organizační pohled: Obsahuje popis pracovníků, organizačních jednotek, jejich struktury a vazby.
- Pohled na produkty/služby: Obsahuje popis vztahů mezi produkty/službami.
- Procesní pohled: Popisuje vztahy mezi ostatními pohledy. Spojení těchto vztahů v rámci jednoho pohledu umožňuje systematicky a bez redundancí zaznamenávat všechny vztahy v rámci modelu.[1]

## Úrovně popisu
V každém z pěti popisných pohledů se rozlišující tři úrovně popisu ve vztahu k implementaci informačních technologií. Pro každou úroveň popisu metodika ARIS vybírá vhodné popisné metody.
Při spojení jednotlivých úrovní popisu a popisných pohledů, vzniknou kombinace, které pokrývají problematiku podniku a jeho informačního systému.
- Logický koncept: Model vytvořený na základě podnikové reality, tento koncept zahrnuje modelování podnikových procesů, datové modelování, organizační model podniku, model produktů podnikových procesů, model funkční struktury podniku.
- Koncept zpracování dat: Pro jeho tvorbu využit předchozí logický koncept a v rámci něj jsou navrženy funkce a moduly navrhovaného informačního systému.
- Implementace: Model k popisu hardwarových a softwarových součástí, používaných k realizaci podnikových procesů. Zahrnuje implementaci datové základny a funkcí systému v konkrétním softwarovém a hardwarovém prostředí.[1][3]

## Nástroje ARIS
Metodika ARIS je úzce spojena se stejnojmennými softwarovými nástroji ARIS. Autor metodiky August-Wilhelm Scheer je rovněž zakladatel softwarové společnosti IDS Scheer, která tyto nástroje původně vyvíjela. V současnosti je sada ARIS nástrojů vyvíjena společností Software AG, jelikož v roce 2010 došlo k fúzi těchto dvou společností. Mezi nástroje patří ARIS Toolset a ARIS Easy Design, které obsahují všechny metody potřebné pro modelování procesního modelu organizace. V obou případech se jedná o komerční software. Společností je také nabízen modelovací nástroj ARIS Express, který je nabízen jako freeware. Zajímavá je také provázanost nástrojů na systém SAP, kdy si uživatel tohoto systému může v nástroji ARIS zobrazit proces, který s určitou funkcí informačního systému a lze zjistit v jaké části procesu se nacházím. Za nevýhodu se dá považovat fakt, že takovéto úzké propojení nástrojů ARIS neexistuje s žádným jiným informačním systémem. Používaná modelovací notace se liší v závislosti na typu diagramu, v obecném diagramu podnikového procesu je možné použít notaci BPMN nebo notaci samotného nástroje ARIS.

## Diagramy ARIS
Metodika ARIS definuje množství diagramů. Pro jednotlivé pohledy a jejich úrovně jsou definovány rozdílné diagramy. Popis některých diagramů:

### Organigram
Určen ke znázornění statické organizační struktury, zobrazující její organizační jednotky, pracovní místa a role.

### Funkční strom
Diagram ve funkčním pohledu popisující procesy, podprocesy, činnosti, jejich vztahy a hierarchizaci. Hierarchizací je myšleno uspořádávání procesů dle jejich složitosti a jejich další větvení na podprocesy a činnosti.

### Y-diagram
Další diagram ve funkčním pohledu znázorňuje zobecněnou funkcionalitu podniku a jeho název napovídá o jeho tvaru do písmene Y. Diagram je rozdělen na levou a pravou větev. Do levé větve jsou umisťovány plánovací podnikově-ekonomické plánovací funkce. Do pravé větve patří technicky orientované funkce. Plánovací funkce jsou umisťovány do pomyslné horní části písmene Y, řízení a realizace do spodní části.

### Diagram cílů
Předtím než společnost začne modelovat své podnikové procesy, je vhodné nejdříve definovat cíle, které chce dosáhnout modelováním podnikových procesů. Diagram cílů zobrazuje jednotlivé cíle, kterých chce společnost dosáhnout. Cíle jsou stejně jako procesy ve Funkčním stromu hierarchicky seřazeny od cílů nejvyšší úrovně, které se dále dělí na dílčí cíle.

### PCD diagram
Jedná se o diagram patřící do procesního pohledu. Celým názvem Process Chain Diagram. Rozděluje proces do jednotlivých pohledů a definuje vztahy mezi nimi.
Další diagramy
- V téměř všech pohledech – nástroje UML
- V organizačním pohledu
  - Diagram typologie sítě (Zpracování dat)
  - Schéma sítě (Implementace)
- V procesním pohledu
  - eEPCD (Extended Event Process Chain Diagram)
  - diagram informačních toků
  - diagram tvorby přidané hodnoty
  - diagram popisu funkcí
  - matice procesů
  - diagram přístupu (Zpracování dat)
  - diagram fyzického přístupu (Implementace)
- V datovém pohledu
  - cluster modely
  - eERM diagramy (extended ERModeling)
  - diagramy přiřazení atributu
  - relační diagram (Zpracování dat)
  - diagram tabulek (Implementace)
- Ve funkčním pohledu
  - diagram typu aplikace (Zpracování dat)
  - diagram aplikací (Implementace)